# Бел и дракон

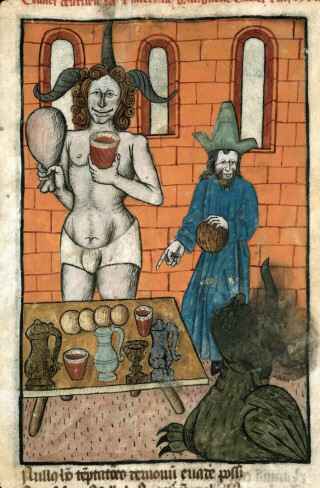
Божество Бел, пророк Даниил и дракон. Иллюстрация рукописи XV века «Ars Moriendi», Марсель, Франция

«Бел и дракон» (другие названия: «История о Виле и Змии», «Разрушение Бела» и «Дракон в Вавилоне») — ветхозаветный апокрифический текст, помещённый в Септуагинте (III—I века до н. э.) и у Феодотиона (II век) среди дополнений к Книге Даниила (глава 14) и состоящий из двух рассказов, из которых один относится к верховному богу вавилонян Белу (Бэлу), а другой к дракону. Смысл обоих рассказов — осмеяние идолопоклонства и изображение силы Бога, который избавляет своих верных слуг от всех опасностей.
В первом рассказе главный герой Даниил хитроумным способом открывает обман, посредством которого жрецы Бела заставляли думать, будто бы идол поглощает приносимые ему пищу и напитки. Во втором рассказе Даниил убивает дракона, бросая ему в пасть тесто, состоящее из смолы, жира и волос; проглотив это тесто, дракон лопается. За это Даниила бросают в ров со львами, но звери не трогают его, а принесённый ангелом из Иудеи пророк Авакум доставляет ему пищу.
Другие дополнения к Книге пророка Даниила — Песнь трёх отроков (гл. 3) и История о Сусанне (гл. 13).

### «Разрушение Бела»

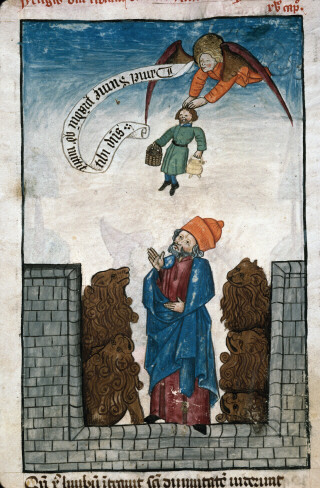
Даниил во рве со львами, спасаемый Хабаккуком и ангелом. Иллюстрация рукописи XV века «Ars Moriendi», Марсель, Франция